# 勒蒙圣阿德里安
勒蒙圣阿德里安（法語：Le Mont-Saint-Adrien，法語發音：[lə mɔ̃ sɛ̃.t‿adʁijɛ̃]）是法国瓦兹省的一个市镇，属于博韦区。

## 地理
勒蒙圣阿德里安（49°26'47"N, 2°0'16"E）面积7.74 平方千米，位于法国上法蘭西大區瓦兹省，该省份为法国北部内陆省份，北起索姆省，西接厄尔省和滨海塞纳省，南至塞纳-马恩省和瓦兹河谷省，东临埃纳省。
与勒蒙圣阿德里安接壤的市镇（或旧市镇、城区）包括：博韦、富克尼、关库尔、博韦西地区皮耶尔雷菲特、圣日耳曼拉波特里、圣保罗、萨维尼。

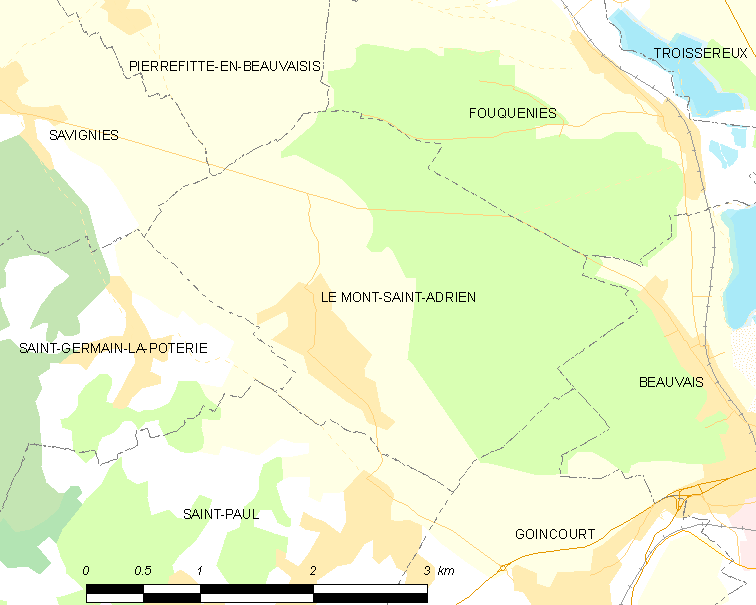
勒蒙圣阿德里安的OSM定位图

勒蒙圣阿德里安的时区为UTC+01:00、UTC+02:00（夏令时）。

## 行政
勒蒙圣阿德里安的邮政编码为60650，INSEE市镇编码为60428。

## 政治
勒蒙圣阿德里安所属的省级选区为博韦第一县。

## 人口

1962-2008年间勒蒙圣阿德里安人口变化图示

勒蒙圣阿德里安于2022年1月1日时的人口数量为648人。